# Cultura di Unetice

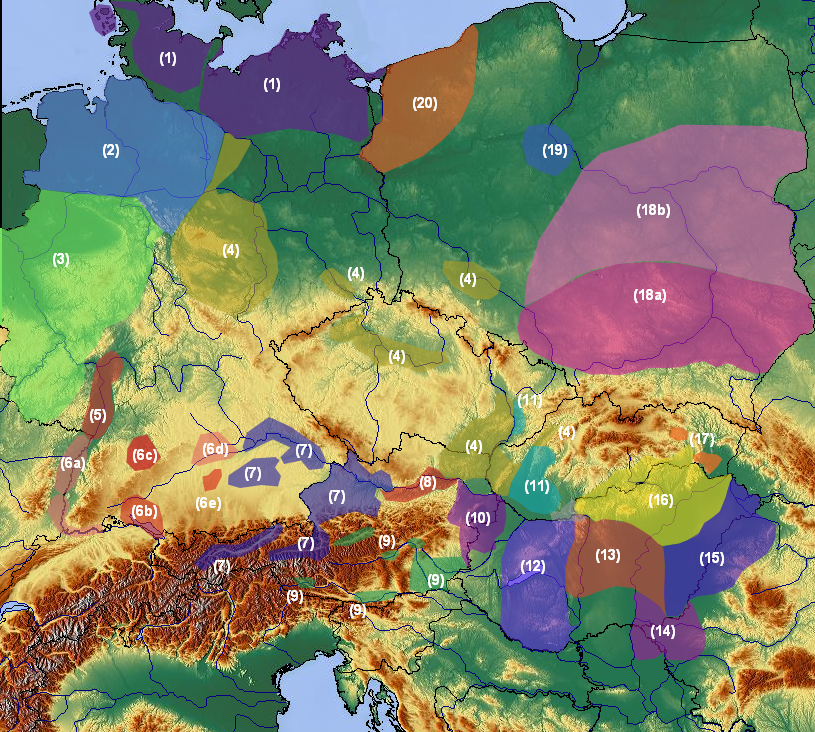
L'Europa centrale fra la fine del III e l'inizio del II millennio a.C.. La cultura di Unetice è evidenziata in giallo (4)

Unetice – o più propriamente cultura di Únětice (pronuncia ceca: [ˈuːɲɛcɪt͡sɛ], tedesco: Aunjetitz) – è il nome dato a una cultura dell'età del bronzo, preceduta dalla cultura del vaso campaniforme (da cui trae origine), e seguita da quella dei tumuli. Il sito eponimo è quello di Únětice, a nord-ovest di Praga. Era diffusa nei territori della Boemia, intorno all'attuale Repubblica Ceca, la Germania centrale e meridionale, l'Austria e la Polonia occidentale. Viene datata dal 2300-1600 a.C. (Bronzo A1 e A2 secondo lo schema cronologico di Paul Reinecke).

## Cronologia
A1: 2300-1950 a.C.: pugnali triangolari, asce piatte, guardapolsi in pietra (inglese: stone wrist-guards), punte di freccia

A2: 1950-1700 a.C.: pugnali con impugnature metallica, asce flangiate, alabarde, spilli con testa sferica perforata, braccialetti massicci
Le date sono principalmente derivate dal cimitero di Singen (date fornite dal radiocarbonio) e dalle sepolture di Leubingen e Helmsdorf (datazione fornita dalla dendrocronologia).
| Periodo               | Reinecke 1924 | Moucha 1963                                                    | Pleinerová 1967                                                | Bartelheim 1989                                                | Bartelheim 1989                                                | Datazione assoluta |
| --------------------- | ------------- | -------------------------------------------------------------- | -------------------------------------------------------------- | -------------------------------------------------------------- | -------------------------------------------------------------- | ------------------ |
| Tardo eneolitico      | (A0)          | 1. Proto-Únětice                                               | Ia Ib                                                          | Únětice antica                                                 | 1                                                              | 2300-2000 BC       |
| Tardo eneolitico      | (A0)          | 2. Únětice antica                                              | Ia Ib                                                          | Únětice antica                                                 | 1                                                              | 2300-2000 BC       |
| Tardo eneolitico      | (A0)          | 3. Únětice media                                               | II                                                             | Únětice antica                                                 | 2                                                              | 2300-2000 BC       |
| Tardo eneolitico      | (A0)          | 4. Únětice pre-classica                                        | II                                                             | Únětice antica                                                 | 2                                                              | 2300-2000 BC       |
| Antica età del bronzo | A1            | 5. Únětice classica                                            | III                                                            | Únětice recente                                                | 3                                                              | 2000-1800 BC       |
| Antica età del bronzo | A2            | 6. Únětice post-classica                                       | III                                                            | Únětice recente                                                | 3                                                              | 1800-1700 BC       |
| Media età del bronzo  | B2            | cultura dei tumuli (occidente), cultura di Trzciniec (oriente) | cultura dei tumuli (occidente), cultura di Trzciniec (oriente) | cultura dei tumuli (occidente), cultura di Trzciniec (oriente) | cultura dei tumuli (occidente), cultura di Trzciniec (oriente) |                    |

## Storia delle ricerche
I primi reperti ascrivibili alla cultura di Unetice furono scoperti dal chirurgo e archeologo amatoriale ceco Čeněk Rýzner (1845-1923) nel 1879. Rýzner rinvenne un cimitero con più di 50 inumati presso il villaggio di Únětice in Boemia.
Negli anni e decenni successivi ritrovamenti simili furono fatti in Germania e Polonia. I gruppi tedeschi di Adlerberg e di Straubing vennero definiti nel 1918 da K. Schumacher.

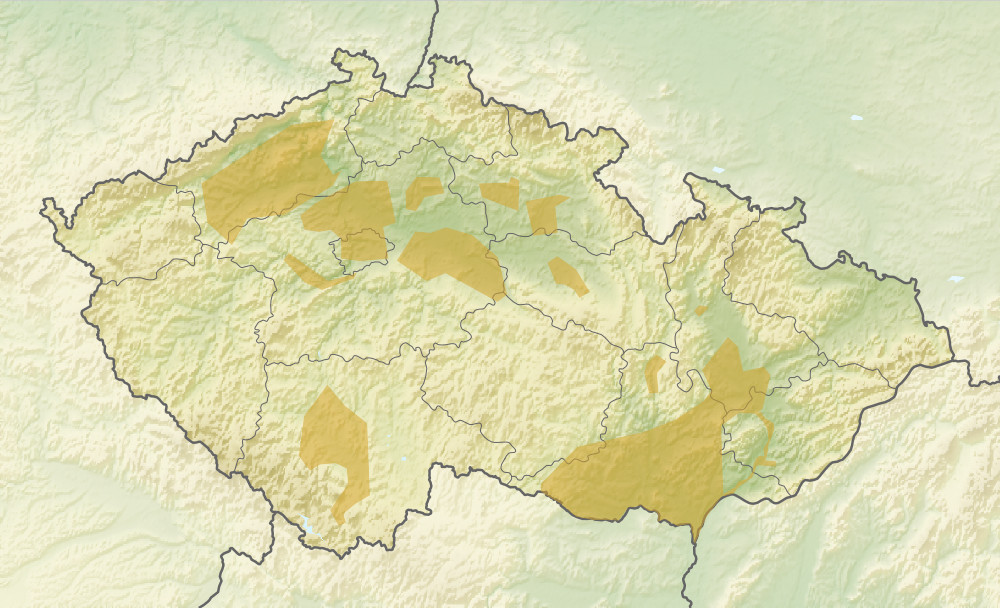
Diffusione della cultura di Unetice in Republica Ceca

## Sottogruppi
La cultura di Únětice ebbe origine nei territori della moderna Boemia. Durante la fase classica possono essere distinti dieci sottogruppi regionali:
- gruppo boemo
- gruppo moravo
- gruppo slovacco; a seguito del cosiddetto Gruppo di Nitra
- gruppo della Bassa Austria
- gruppo della Germania centrale
- gruppo della Bassa Sassonia
- gruppo della Bassa Lusazia
- gruppo della Slesia
- gruppo della Grande Polonia
- gruppo della Galizia (Ucraina occidentale)

## Oggetti metallici

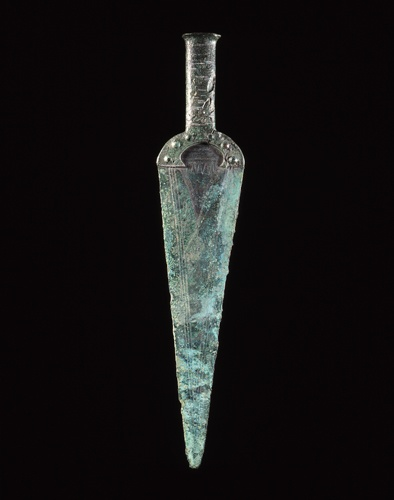
Pugnale

La cultura si distingue per i suoi caratteristici oggetti metallici che includono: lingotti in funzione di monili, come barrette e girocolli, asce piatte, pugnali piatti triangolari, braccialetti a spirale, spilloni a testa piatta e a disco, e anelli a spirale (inglese: lock ring o curl rings), distribuiti su una vasta area dell'Europa Centrale e oltre.
I lingotti si trovano in ripostigli che possono contenere oltre 600 pezzi. Depositi di asce sono ugualmente comuni (il tesoro di Dieskau, in Sassonia, conteneva 293 asce flangiate), tanto da far pensare che le asce stesse potessero essere servite come lingotti. Dopo il 2000 a.C. circa, questa tradizione di immagazzinamento si estinse e venne ripresa soltanto nel periodo della cultura dei campi di urne. Questi accumuli di tesori sono stati precedentemente interpretati come un immagazzinamento di formelle da parte di fonditori di bronzo itineranti o di ricchi personaggi per timore di attacchi nemici. Questo è verosimile perché anche oggi si usa nascondere le armi sottoterra per non farle trovare dal nemico, e le asce a quei tempi erano un'arma fondamentale. I tesori contenenti principalmente gioielleria sono invece tipici del gruppo di Adlerberg.
L'evidenza archeologica suggerisce che l'industria metallurgica di Únětice, sebbene attiva e innovativa, riguardasse la produzione di armi e ornamenti principalmente come status symbol per le élite, piuttosto che per un esteso uso domestico o per equipaggiare grandi forze di combattimento - sviluppi che aspetteranno fino ai successivi periodi della storia europea. Tuttavia, il cimitero di Adlerberg di Hofheim/Taunus (Germania) conteneva la sepoltura di un maschio ucciso presumibilmente da un colpo di freccia, essendo la punta di freccia in pietra ancora conficcata nel suo braccio.
Il famoso Disco di Nebra è stato attribuito alla cultura di Únětice in base ai pugnali in rame che presumibilmente erano associati al reperto.

## Sepolture

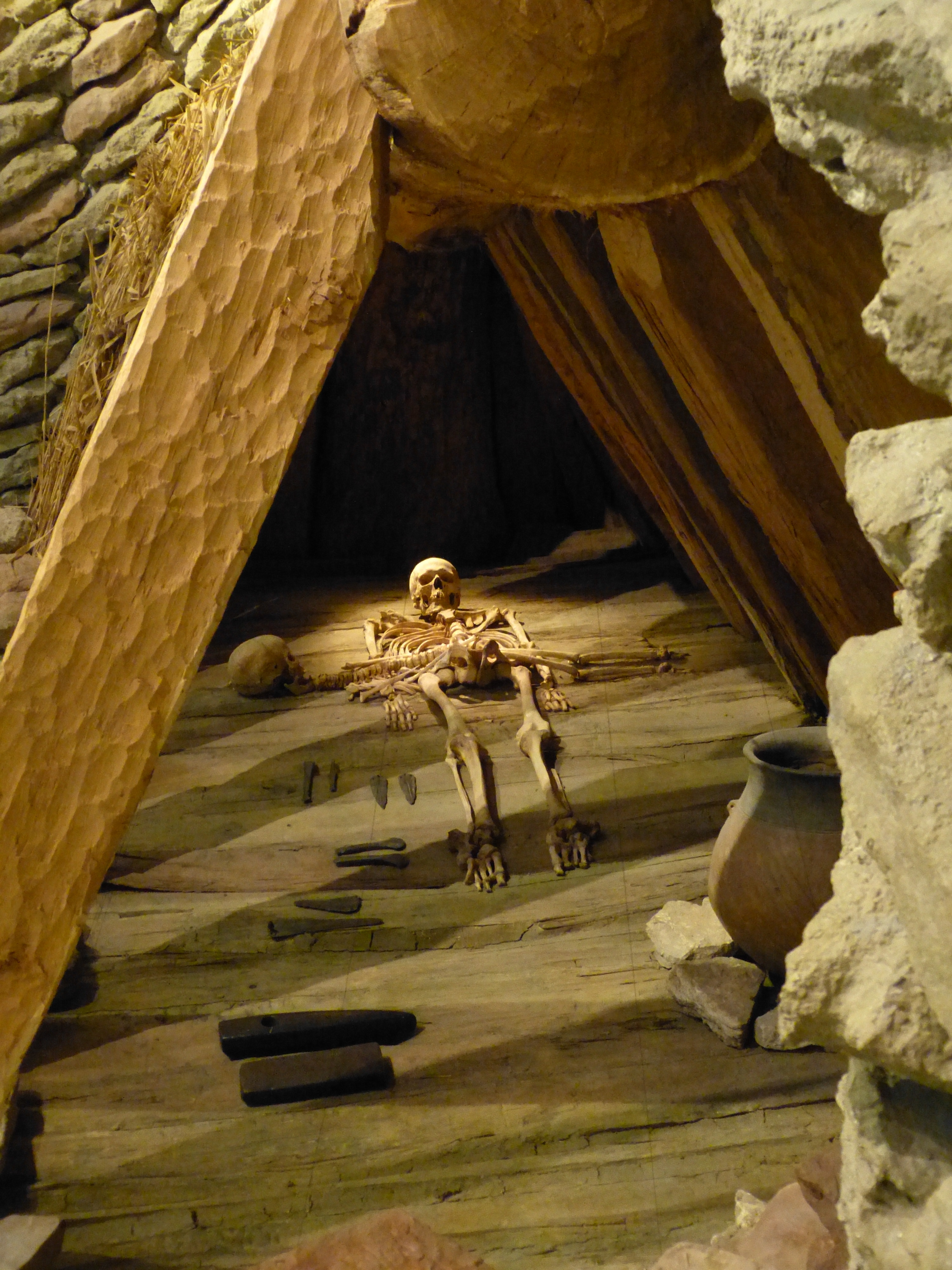
Ricostruzione della tomba di Leubingen

Le sepolture sono normalmente inumazioni in tombe orizzontali dove il morto veniva adagiato con gambe e braccia piegate, giacente su di un lato, con orientamento sud-nord o nordest-sudovest. I maschi erano normalmente sepolti sul lato sinistro, le donne sul lato destro.
Alcuni gruppi usavano incavare tronchi d'albero come sepoltura. Sono stati trovati anche tumuli in pietra, principalmente nella parte occidentale dell'area di Aunjetitz/Unetice, (gruppi del Reno Superiore, di Singen e Ries). Gli uomini erano spesso sepolti con pugnali triangolari in rame, punte di freccia in selce, guardapolsi in pietra e tazze d'argilla. I doni mortuari femminili comprendevano spilli in osso o rame, bracciali in osso, braccialetti con estremità a spirale e anelli.
Il più grande cimitero situato nella Germania è quello di Singen, dove furono scoperte 96 tombe, mentre nel cimitero di Remseck-Aldingen del gruppo di Neckar se ne trovarono 34.
Alcune "tombe principesche" di questo periodo (14 kurganiche a Łęki Małe, Leubingen e Helmsdorf), risalenti dal 2000 al 1800 a.C., indicano una società già stratificata.
La sepoltura di Leubingen venne coperta da un tumulo, ancora oggi alto 8,5 m, contenente una camera a forma di tenda in legno e due sepolture con doni funerari in oro.

## Commercio
La cultura Únětice-Aunjetitz ebbe legami commerciali con la cultura del Wessex britannica. I fabbri di Unetice principalmente usavano rame puro; le leghe di rame con arsenico, antimonio e stagno per produrre bronzo divennero di uso comune soltanto nei periodi susseguenti. Il cimitero di Singen è un'eccezione, dato che alcuni pugnali in esso rinvenuti contenevano un'alta percentuale di stagno (fino al 9%). Essi possono essere stati prodotti in Bretagna (corrispondente grosso modo all'attuale regione francese), dove sono state scoperte alcune ricche tombe risalenti a questo periodo. Anche lo stagno irlandese veniva ampiamente commerciato, una lunula d'oro di fattura irlandese venne trovata molto a sud, a Butzbach nell'Assia (Germania). Anche l'ambra veniva commerciata, come del resto i piccoli depositi fossili possono essere stati utilizzati allo stesso modo dell'ambra baltica.

## Insediamenti
Gli insediamenti comprendono le cosiddette "dimore di pali", per esempio la Siedlung Forschner nel Federsee. Il legno della palizzata è stato dendro-datato a 1767-1759 a.C. Le case misuravano fino a 8 x 4 m. Nella Germania meridionale, erano in uso case lunghe a due navate fino a 50 metri di lunghezza e 5 m di larghezza (Eching, Poing e Straubing-Öberau nella Baviera).

## Tradizione di Únětice

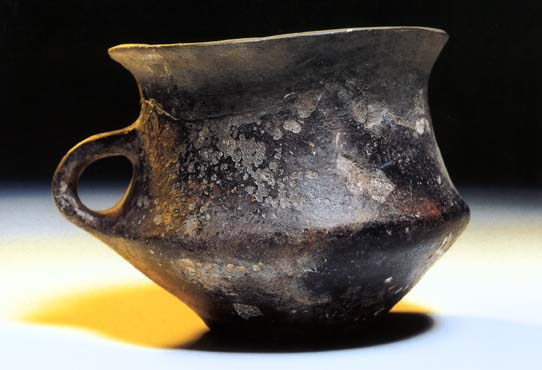
Ceramica tipica

Ugualmente tipiche della cultura di Unetice sono le tazze d'argilla trovate nelle sepolture, specialmente quelle del gruppo di Adlerberg. Esse indicano collegamenti con la cultura del vaso campaniforme, come confermano i bottoni in osso con una perforazione a forma di V, i guardapolsi in pietra e le punte di freccia.
Si pensa che nella regione molte culture affini facessero parte di una generale tradizione di Unetice.
Le culture del complesso di Unetice includono: Adlerberg, Straubing, Singen, la Neckar-Ries e il gruppo del Reno superiore in Germania, Unterwölbling in Austria, Hatvan e Nagyrév in Ungheria, Nitra e Kost'any in Slovakia e Trzciniec in Polonia. In aree adiacenti della Germania settentrionale, Paesi Bassi e Polonia, le tradizioni del neolitico (coppe giganti) erano ancora dominanti; in Scandinavia, la tarda cultura della ceramica cordata era ancora in auge.
La distribuzione del gruppo di Unetice in Germania viene a costituirsi in molte aree isolate, ma i reperti indicano che esse erano interconnesse, con un graduale mutamento dall'ovest, dove si notano influenze della cultura del Rodano, all'est, dove i reperti sono molto simili al gruppo austriaco di Unterwölbling.

## Genetica
Nonostante Únětice sia considerata una cultura indoeuropea (correlata specialmente ai popoli proto-italo-celto-germanici), i pochi aplogruppi Y-DNA rinvenuti sono di origine pre-indoeuropea e quindi associati alle popolazioni neolitiche autoctone. Nello studio di Haak et al. del 2015 sono stati infatti ritrovati 3 aplotipi paterni, tutti appartenenti all'aplogruppo I2: un I2a2, un I2c2 e un I2..
Si è scoperto che gli individui appartenenti a questa cultura, come quelli della cultura del vaso campaniforme,  presentavano un minor grado di acendenza dalla cultura di Jamna, rispetto le antecedenti popolazioni della cultura della ceramica cordata, ovvero, rispetto a questi ultimi, avevano derivato meno caratteri dagli Jamna.